# Зимний сад (Гомель)
Зимний сад (бел. Зімовы сад) — памятник архитектуры XIX века, входит в состав Гомельского дворцово-паркового ансамбля.

## История
Создан из оранжереи в 1877 году по указанию князя
Ф. И. Паскевича в здании одного из цехов сахарного завода. Зимой оранжерея князей Паскевичей обогревалась двумя русскими печами, находившимися в подвале. Изнутри стены Зимнего сада выложены природными минералами, что позволяет лазающим растениям создавать живой зелёный ковёр. Во время Великой Отечественной войны сад пострадал не сильно.

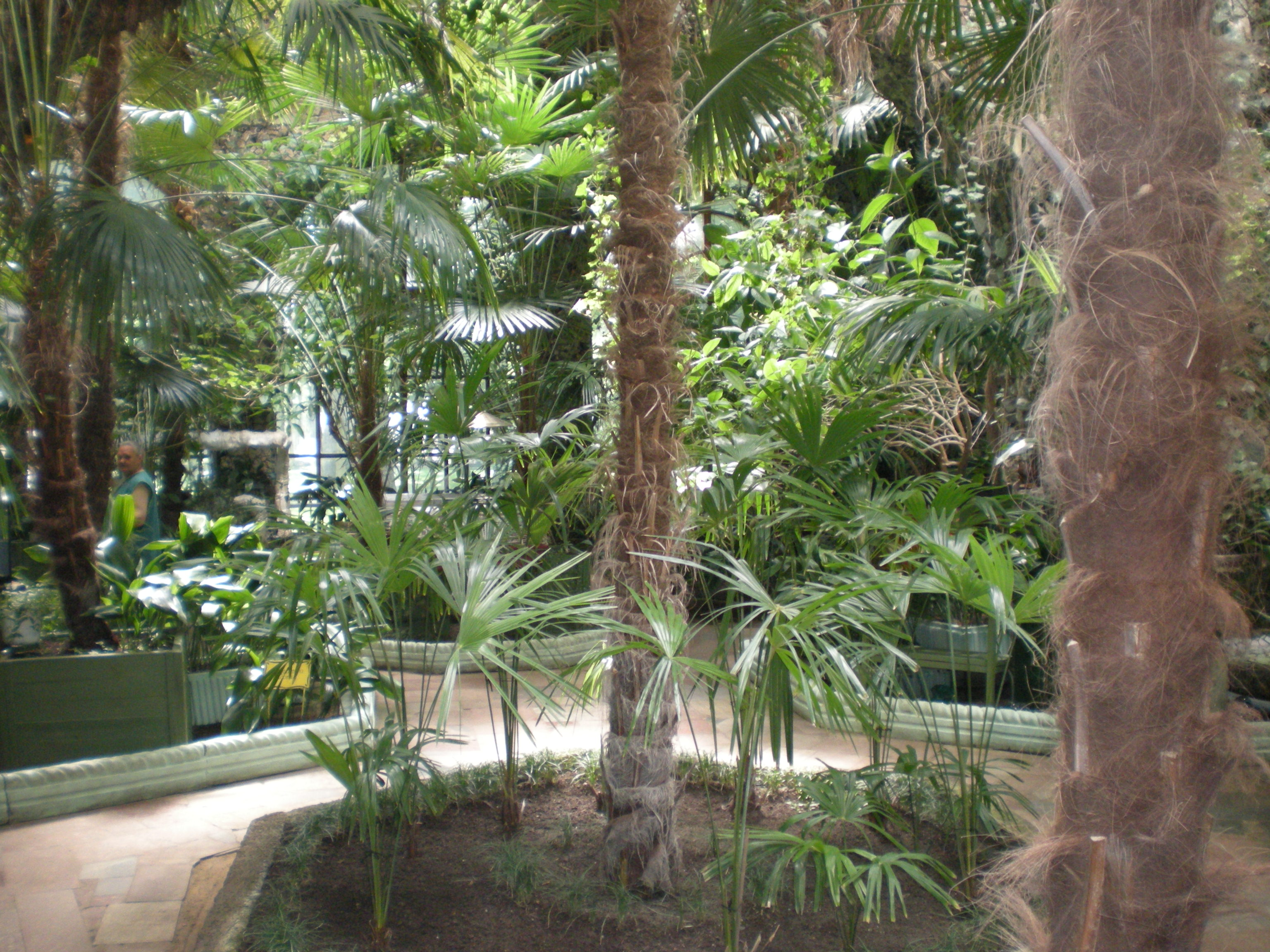
Внутри Зимнего сада

## Коллекция
В настоящее время коллекция сада насчитывает 18 видов субтропических растений: магнолия, пальма хамеропс, эонимус, кофейное дерево, инжир, лавр благородный, жасмин гималайский, юстиция, питтоспорум, лингуструм широколистный, иглица, аспидистра высокая, тисс ягодный, лимон, площ колхидский, традесканция, папоротник, тетрастигма, кипарис.